# القطين (تعز)
القطين هي إحدى قرى الجمهورية اليمنية. وهي تتبع جغرافيًا لمحافظة تعز. وإداريًا لمديرية الصلو. يبلغ تعداد سكانها 1278 نسمة حسب الإحصاء الذي جرى عام 2004.